# Laramie Mountains
Die Laramie Mountains (dt. „Berge von Laramie“) sind eine Bergkette am Ostrand der Rocky Mountains in den US-Bundesstaaten Wyoming und Colorado. Benannt wurden sie nach dem Fluss Laramie River, der die Bergkette von Südwest nach Nordost durchschneidet und zweiteilt.

## Geografie
Die Laramie Mountains sind der nördlichste Zweig der am Ostrand der südlichen Rocky Mountains gelegenen Ketten und stellen die unmittelbare Fortsetzung der weiter südlich anschließenden und wesentlich höheren Front Range dar. Sie erreichen in ihren höheren Lagen im Durchschnitt nur Werte zwischen 2400 und 2900 Metern über dem Meeresspiegel und sind somit niedriger als die übrigen Rockies. Eine Ausnahme bildet der Laramie Peak mit einer Höhe von 3131 Metern.
Ausgehend vom südöstlichen Wyoming zwischen Cheyenne und Laramie erstrecken sich die Laramie Mountains in nordnordwestlicher Richtung über rund 200 Kilometer bis hin nach Casper. Hier enden die Laramie Mountains, der Höhenzug wird von einer Ebene unterbrochen, die sich bis zu den weiter nördlich gelegenen Bighorn Mountains hinzieht. Diese Lücke zwischen den beiden Gebirgszügen benutzten Pioniere und Siedler auf ihrem Weg gen Westen, so umfuhren z. B. die Wagenzugsrouten des Oregon Trail, des Mormon Trail sowie der Pony Express alle den Nordrand der Laramie Mountains.
Auf ihrer Westseite werden die Laramie Mountains von drei intermontanen Becken begleitet, (von Nord nach Süd) dem Shirley-, Hanna- und Laramie-Becken. Die Höhe dieser Beckenlandschaften liegt selten unter 2135 Meter. Das nördliche Shirley-Becken – eine weite, halbwüstenartige Hochfläche – steigt südwestwärts von 2100 Metern allmählich bis an den Rand der Shirley Mountains (bei 2400 Metern) an. Das Laramie-Becken trennt die Laramie Mountains von den Medicine Bow Mountains im Süden und Westen; es ist – abgesehen von vereinzelten Depressionen, wie z. B. dem Cooper Lake auf 2130 Meter Höhe, oder vom Wind ausgewehten Vertiefungen – nur recht selten niedriger als 2135 Meter.

## Geologie

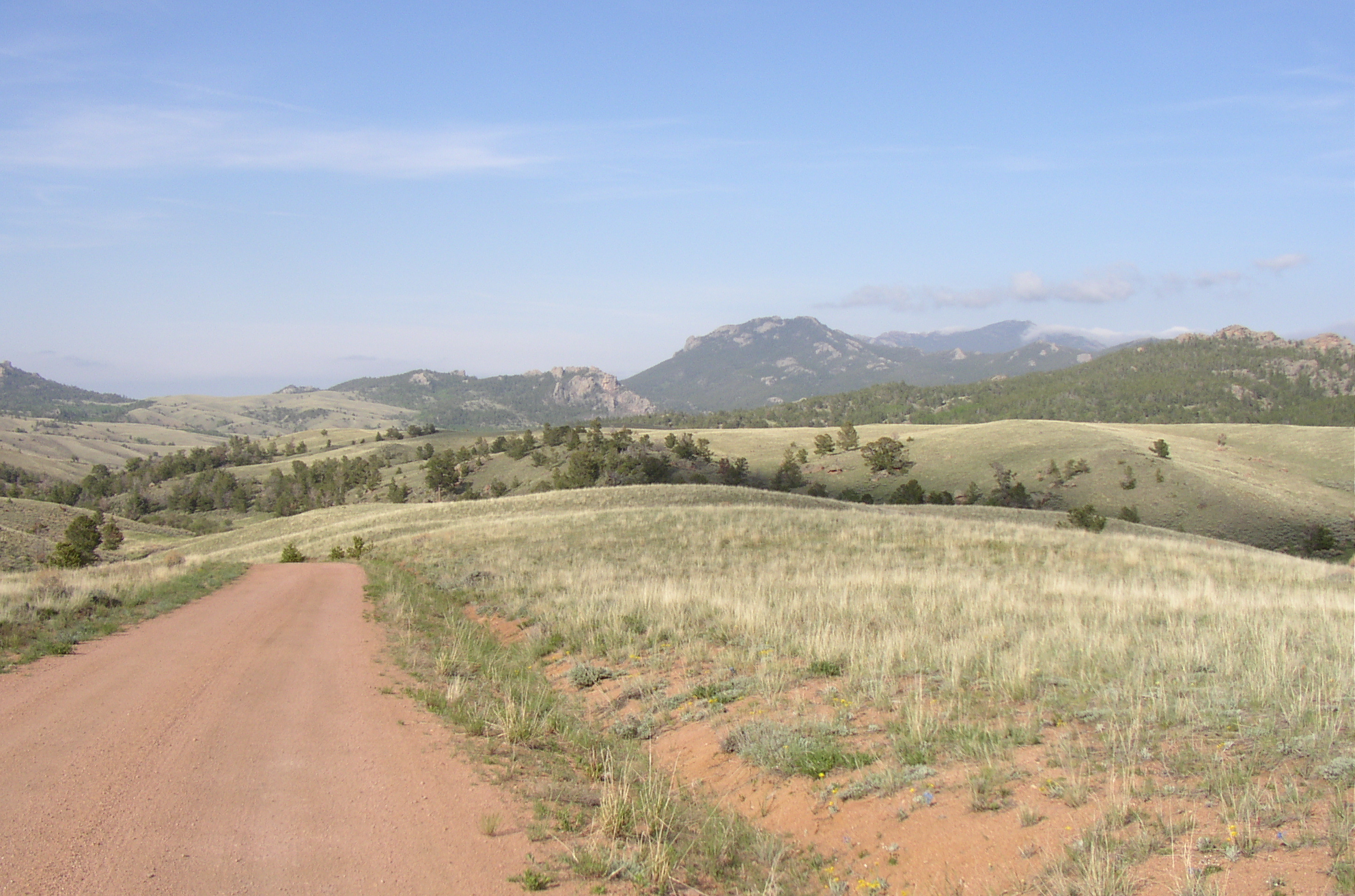
Blick über die Laramie Mountains nahe Esterbrook

Nach den Laramie Mountains wurde die Laramische Gebirgsbildung benannt. Diese war ausschlaggebend für das Anheben der Nordamerikanischen Platte im Zeitraum vor 72 - 40 Millionen Jahren und damit ein Hauptabschnitt im Entstehungsprozess der heutigen Rocky Mountains.
Wie auch die anderen Bergketten der zentralen Rocky Mountains sind auch die Laramie Mountains ein an steilstehenden Störungen herausgehobener Grundgebirgsblock, der seitlich von paläozoischem und mesozoischem sedimentären Deckgebirge umrahmt wird. Das Grundgebirge besteht nördlich des Laramie River aus dem Wyoming-Kraton – archaische Gneise und Migmatite intrudiert von Graniten (am Laramie Peak) und Granodioriten und stellenweise überlagert von einer suprakrustalen, metamorphen vulkanisch-sedimentären Abfolge (am Elmers Rock). Südwärts folgt die nordvergente Überschiebung des zirka 1750 Millionen Jahre alten und Nordost-streichenden Cheyenne Belt, der zum paläoproterozoischen Colorado Orogen gehört und seinerseits von zahlreichen rund 1400 Millionen Jahre alten magmatischen Intrusionen (Granite, Anorthosite, Syenite und Monzonite) aus dem Mesoproterozoikum durchsetzt wird. Stellvertretend hierfür sei der Sherman Granite angeführt. Der Granit ist inselbergartig verwittert und erhebt sich in mehreren Kuppen über eine breit angelegte Erosionsfläche (versteppte baumlose Hochfläche), die bei zirka 2135 Meter Höhe liegt. Die granitischen Böden sind hier nicht mehr als 30 Zentimeter mächtig.

## Ökologie
In den Laramie Mountains sind im Wesentlichen drei ökologische Höhenstufen vertreten (im Sinne von Carpenter):
- Kanadische Stufe
- Übergangsstufe
- Upper Sonoran-Stufe

Auf dem Laramie Peak soll noch die Hudsonian-Stufe vorhanden sein, aber Fauna und Flora sind auf diesem Granitgipfel praktisch nicht vorhanden und verbieten somit ein Urteil. Zur Höhenzonierung siehe auch Porter und Cary. Der Übergang von der Prärie- zur Bergstufe erfolgt auf den östlichen und nordöstlichen Hängen der südlichen Laramie Mountains (zwischen Cheyenne und Laramie) sehr allmählich, im Nordteil ist er hingegen wesentlich abrupter und zum Teil auch unterbrochen – die Höhen variieren hier zwischen 1370 Metern am North Platte River und 3131 Meter am Laramie Peak. Auf den westlichen Hängen ist der Höhenunterschied wesentlich geringer (zwischen 2135 und 3131 Meter).
Auf seinem Weg durch die Laramie Mountains hat der Laramie River westlich von Wheatland eine Schlucht durch die Berge gegraben, weiter östlich bei Fort Laramie fließt er dann in den North Platte River. Dieses Canyon stellt eine wichtige ökologische Grenze dar, welche die Bergkette zweiteilt. Hier enden nämlich die geschlossenen Nadelwälder des Nordteils. Der südliche Teil ist eine wesentlich trockenere, offenere Landschaft, die so gut wie keine Wälder kennt – eine Ausnahme bildet der Pole Mountain (und Umgebung) mit seinen unter Kletterern und Picknickfreunden so beliebten Granitfelsen bei Vedauwoo.
Die Autobahnstrecke Interstate 25 gestattet zwischen Casper und Cheyenne herrliche Ausblicke auf die Bergkette.